# 巴赫奇萨赖汗宫
巴赫奇萨赖汗宫（克里米亚鞑靼语：Han Saray）是一座位于乌克兰克里米亚自治共和国巴赫奇萨赖市的古代宫殿，建于16世纪，一直為克里米亚可汗们的居所。

## 历史
巴赫奇萨赖市和这座汗宫都一同建造于克里米亚汗国时期，16世纪上半叶，可汗将首都从旁边的旧克里木迁移至此。宫殿群的整个结构，包括宣礼楼都建造于十六世纪，并且是由来自于奥斯曼，波斯和意大利的建筑师设计完成的，虽然建筑历经损毁后进行了修缮，但是宫殿的主体构造还是保持了原来的样貌。

## 巴赫奇萨赖喷泉

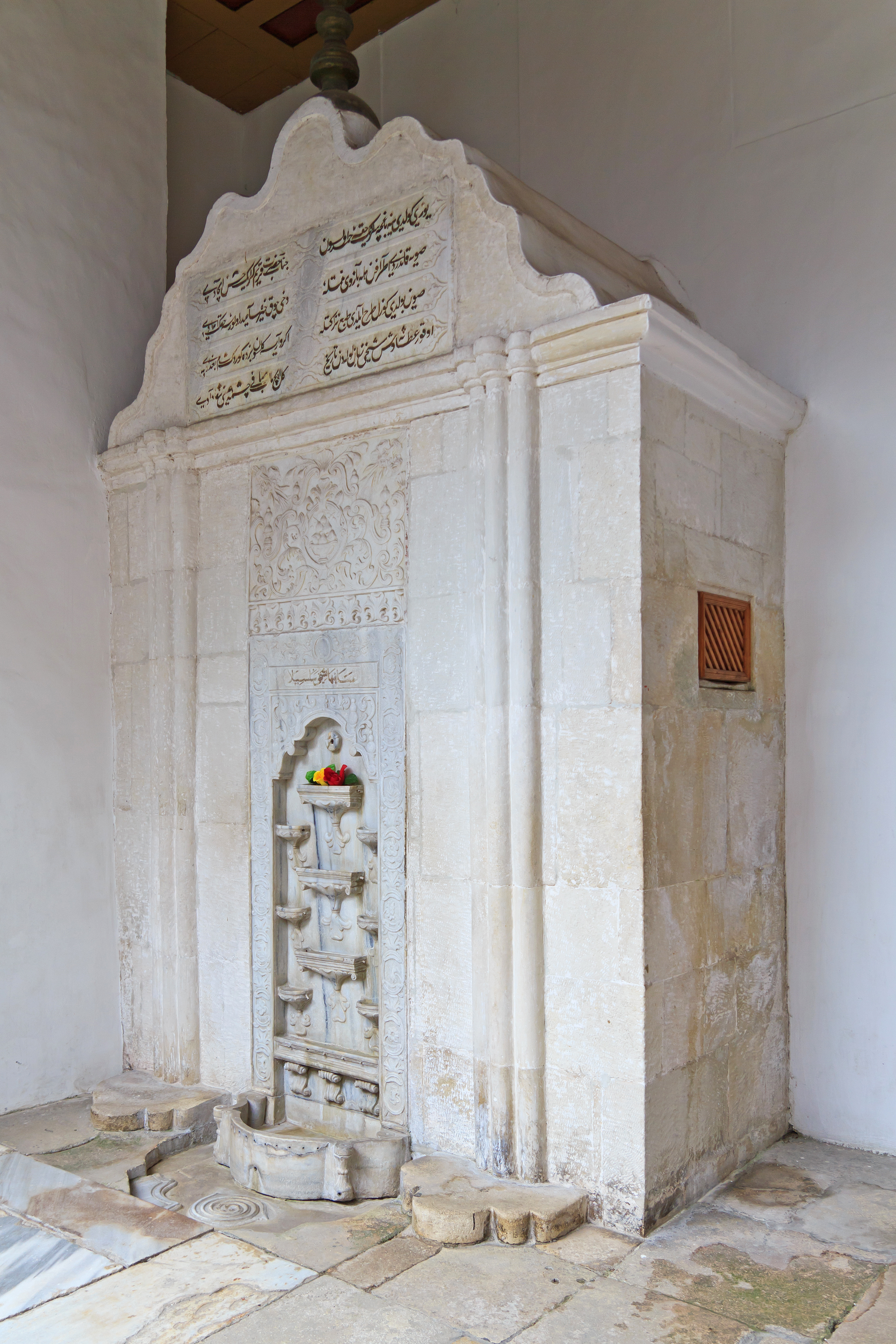
巴赫奇萨赖喷泉

在这的一个庭院里，耸立着一座小小的喷泉，它的悲情故事让游玩于此的大诗人普希金曾备受感动，也因此，写下了著名的诗篇--《巴赫奇萨赖之泉》。
这座喷泉是克里米亚汗国末代可汗克雷姆为纪念他早逝的波兰籍妻子而建，最初喷泉放置在他妻子的陵寝旁，后来在叶卡捷琳娜二世并吞克里米亚后被移置到现在的大使庭院。

## 大汗清真寺
大汗清真寺位于东北入口处的宫殿广场上，它是克里米亚半岛最大的清真寺之一，也是汗宫最早兴建的建筑之一，由沙希布一世在1532年建造，是一个三过道正方形结构的祷告大厅，庑殿式屋顶，前厅和门廊分别面向东方和西方，两个对称的八角形宣礼塔耸立在门廊之上，高28米，圆锥形尖顶。1736年，清真寺毁于大火，后来在色拉麦塔可汗时期重建。

## 风景展示

### 建筑外部

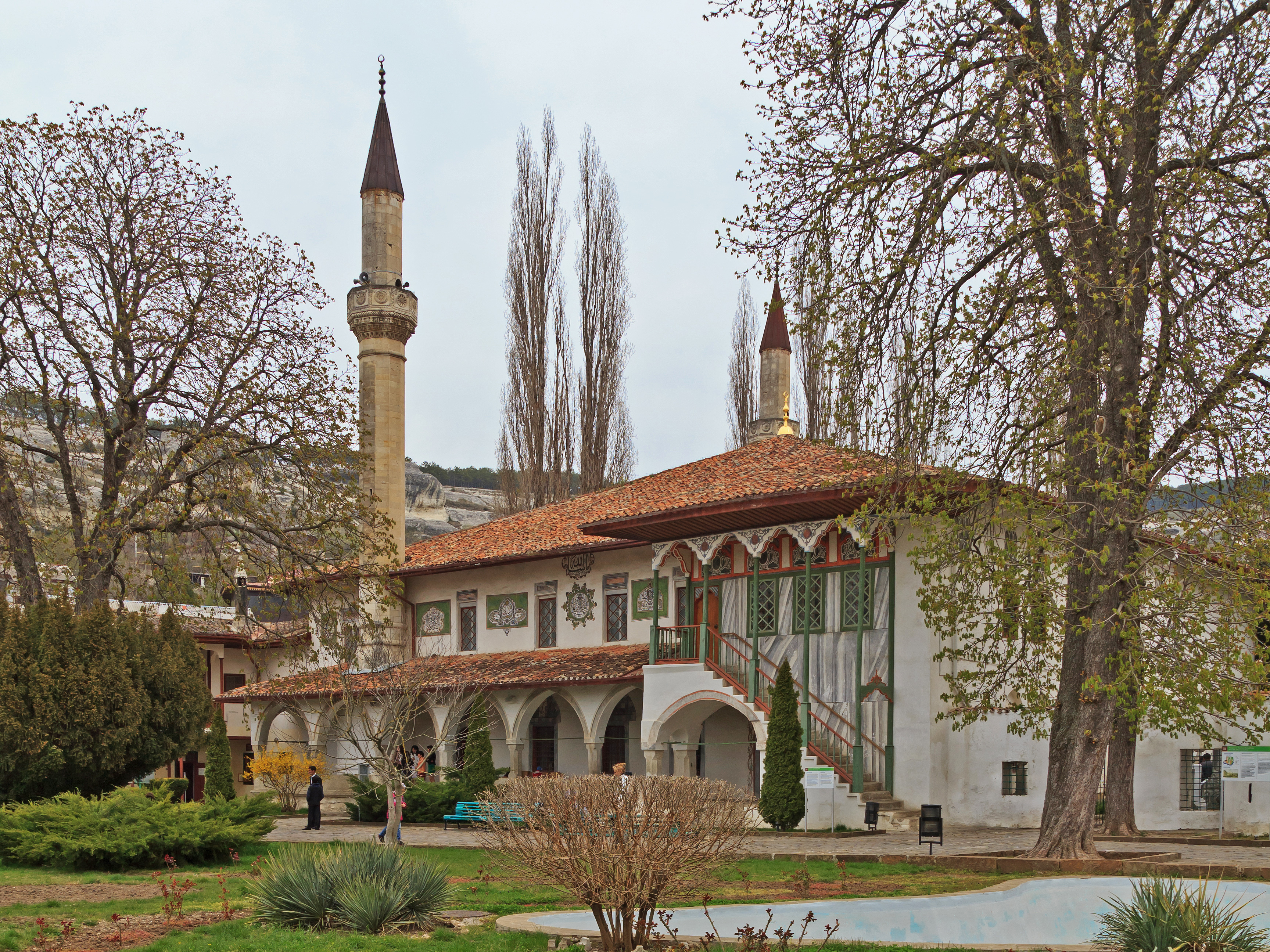
大清真寺
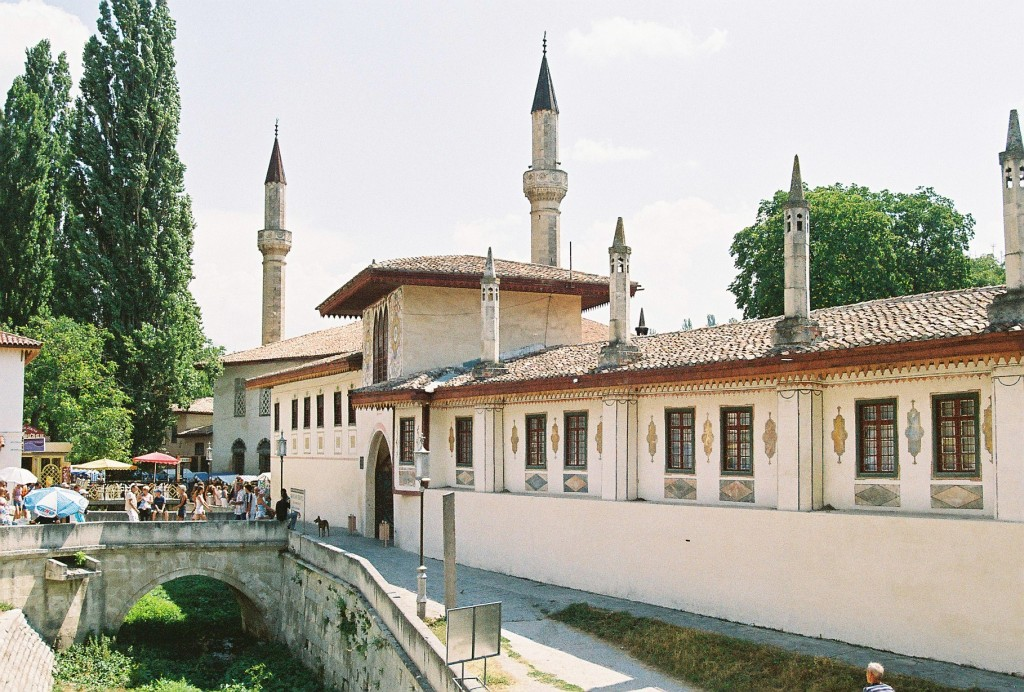
巴赫奇萨赖汗宫
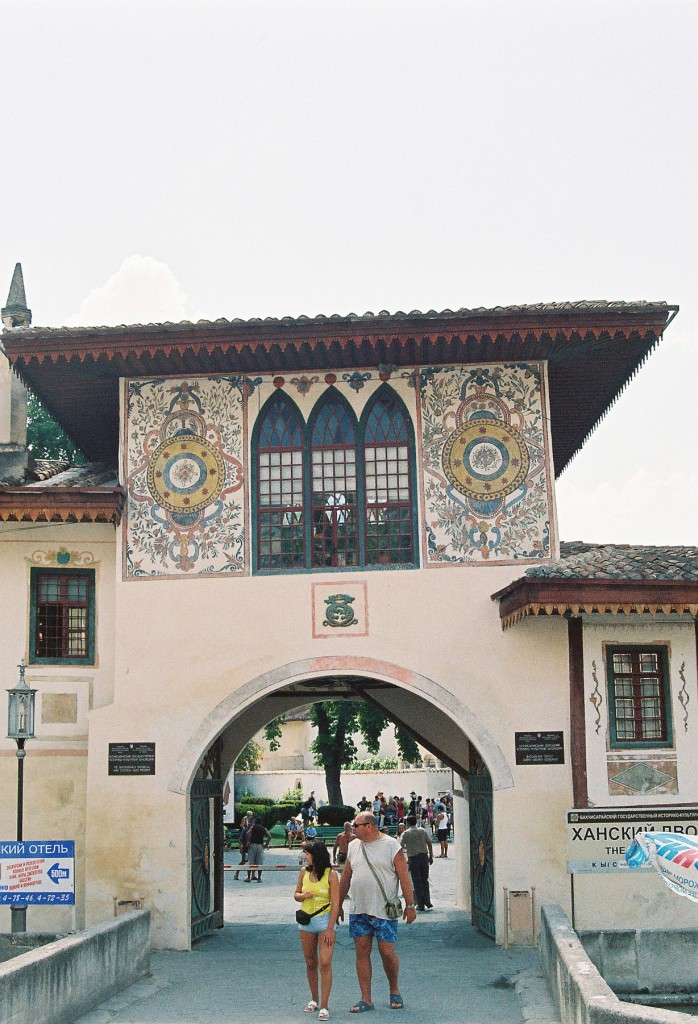
北入口
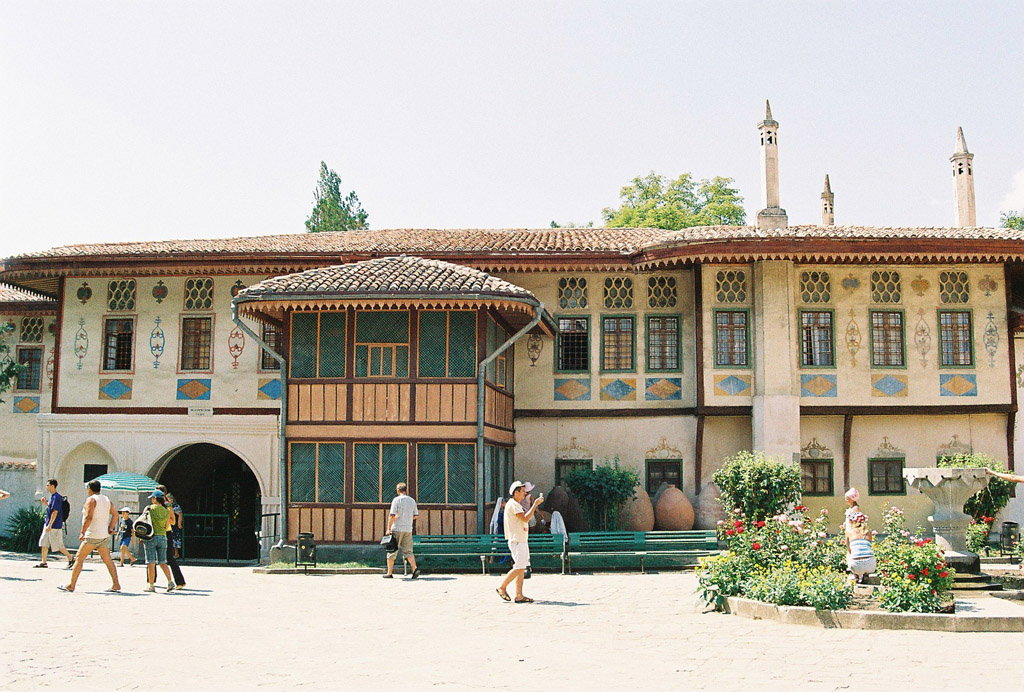
住处

### 内部建筑

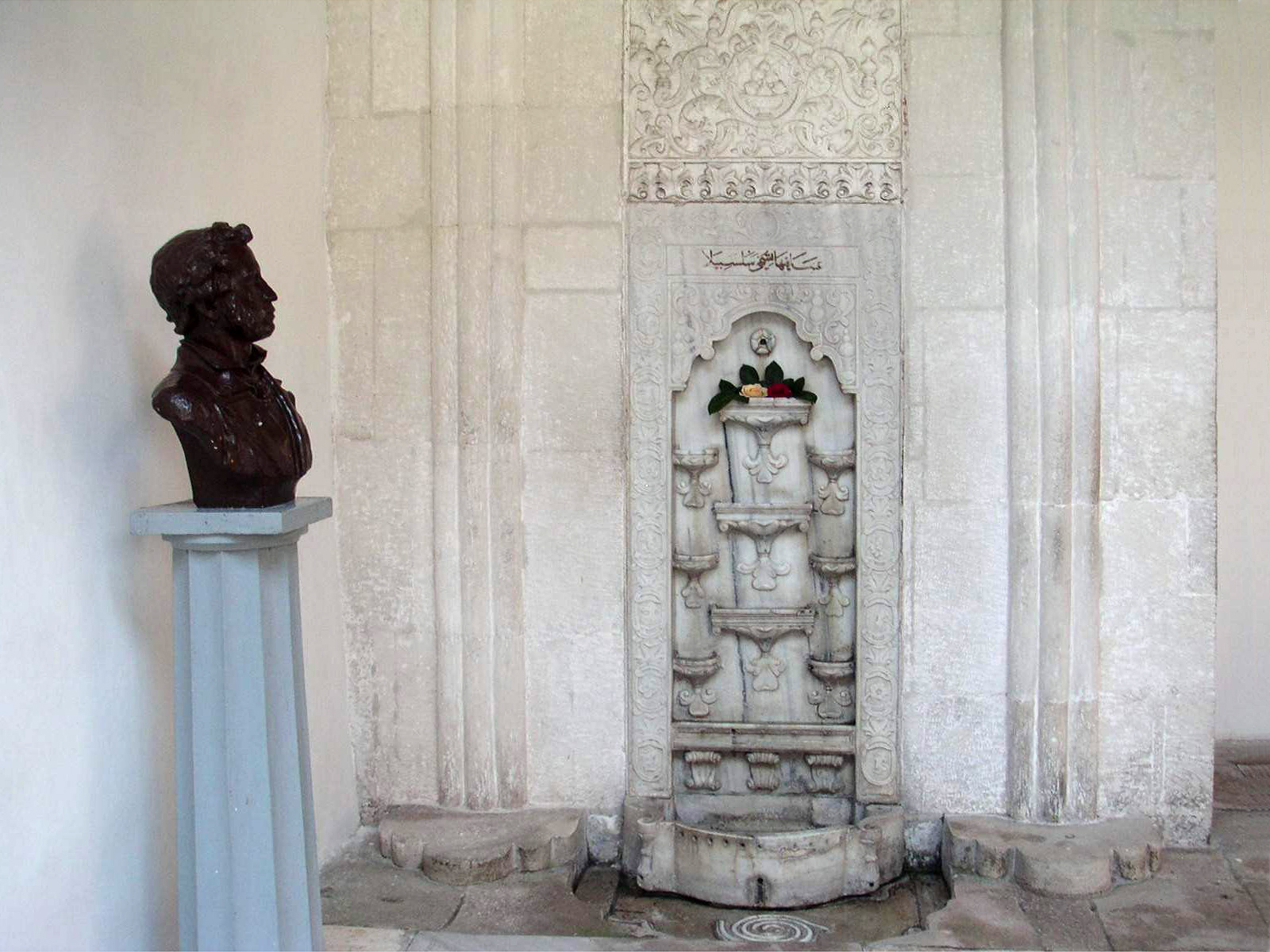
泪泉
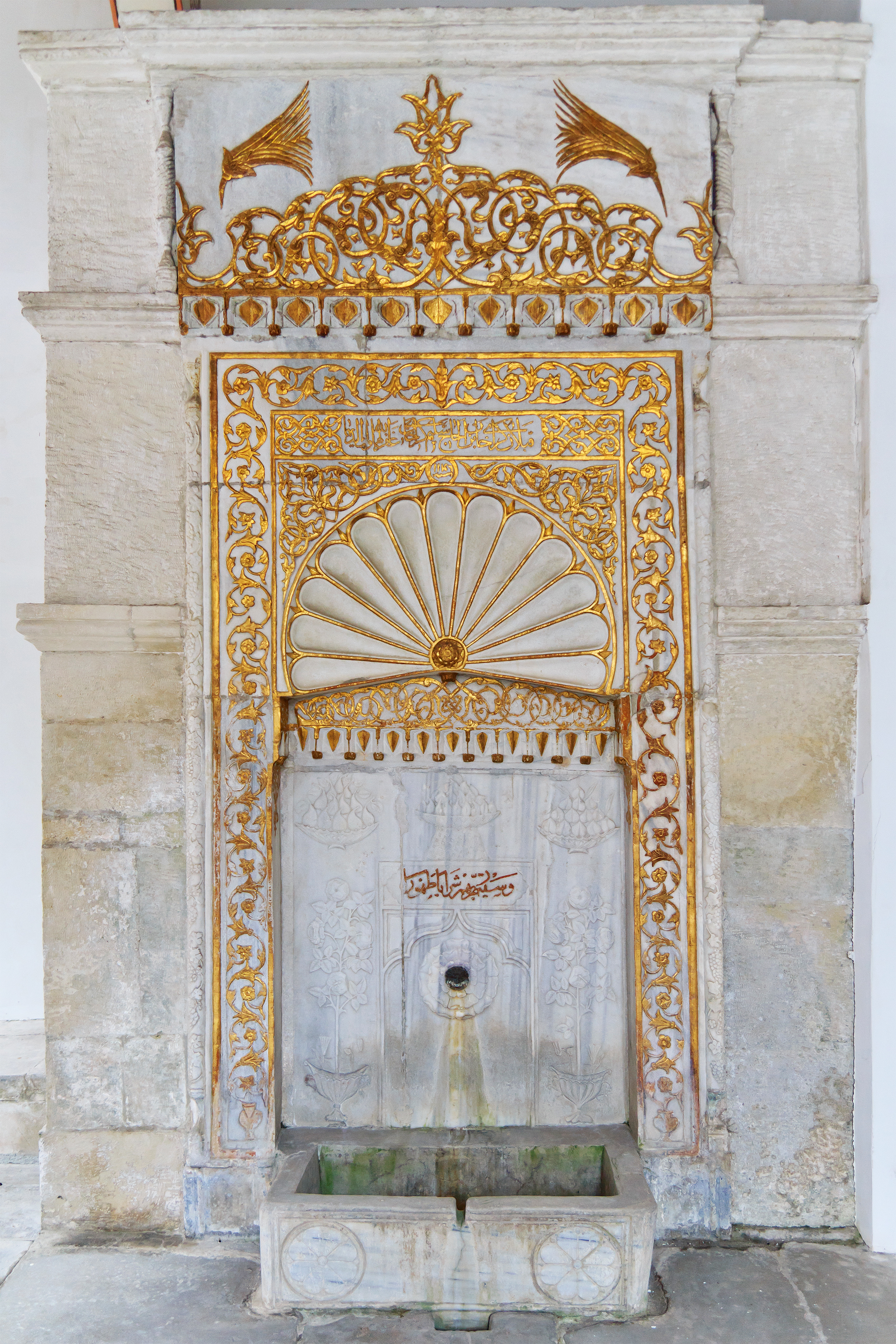
金泉
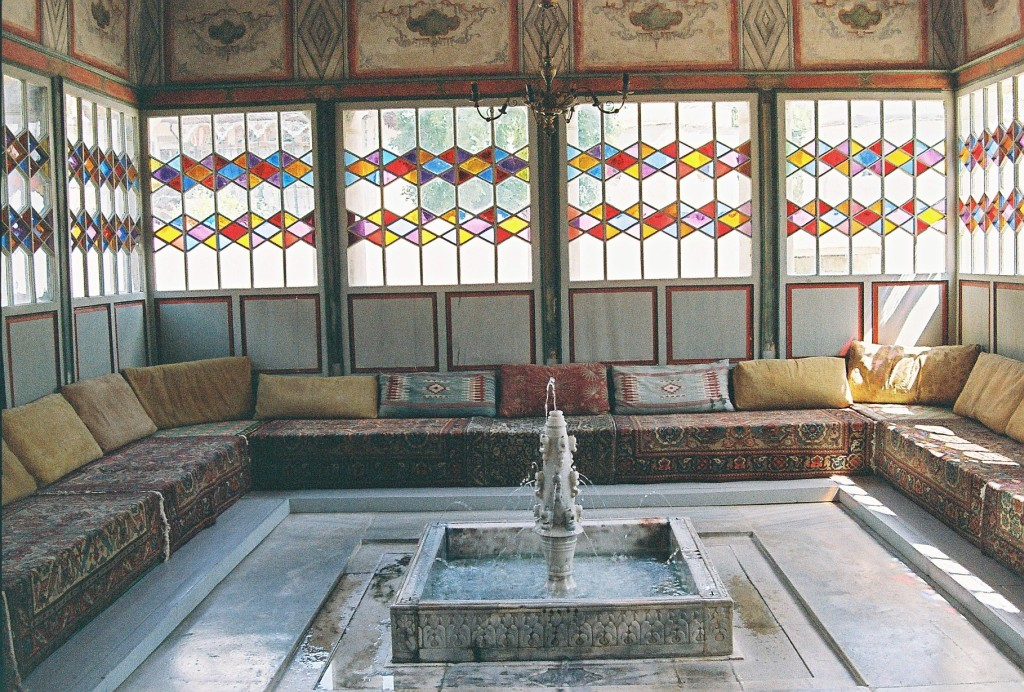
夏苑
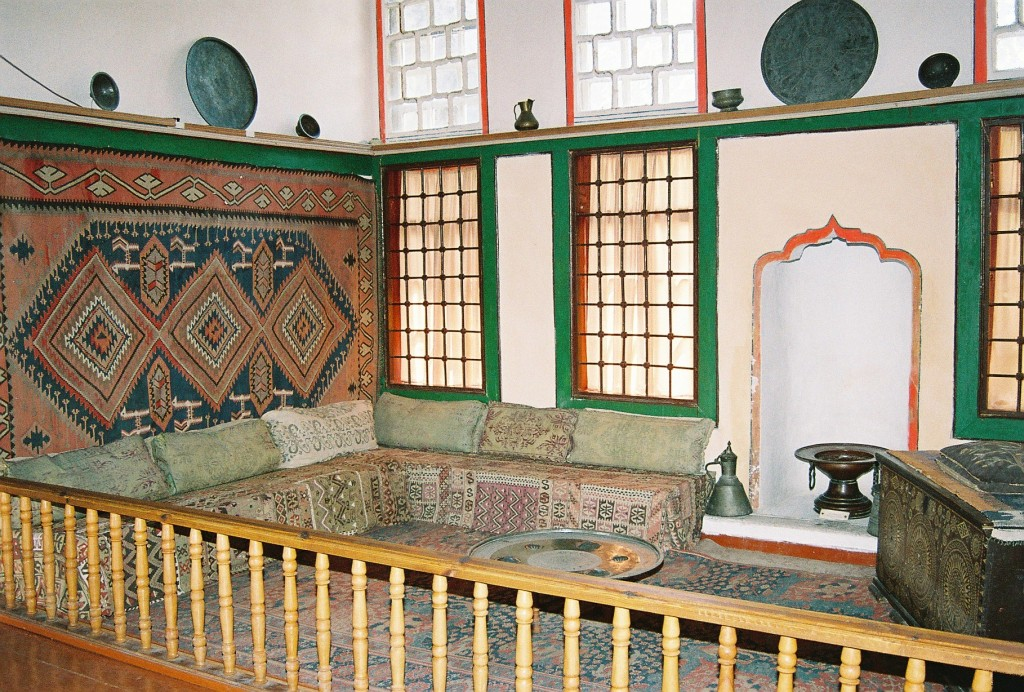
后宫室内